# Curtis Murphy
Curtis Murphy (* 3. Dezember 1975 in Kerrobert, Saskatchewan) ist ein kanadischer Eishockeyspieler auf der Position des Verteidigers, der zuletzt zwischen 2011 und 2015 beim EHC Linz in der österreichischen Eishockey-Liga unter Vertrag stand.

## Karriere

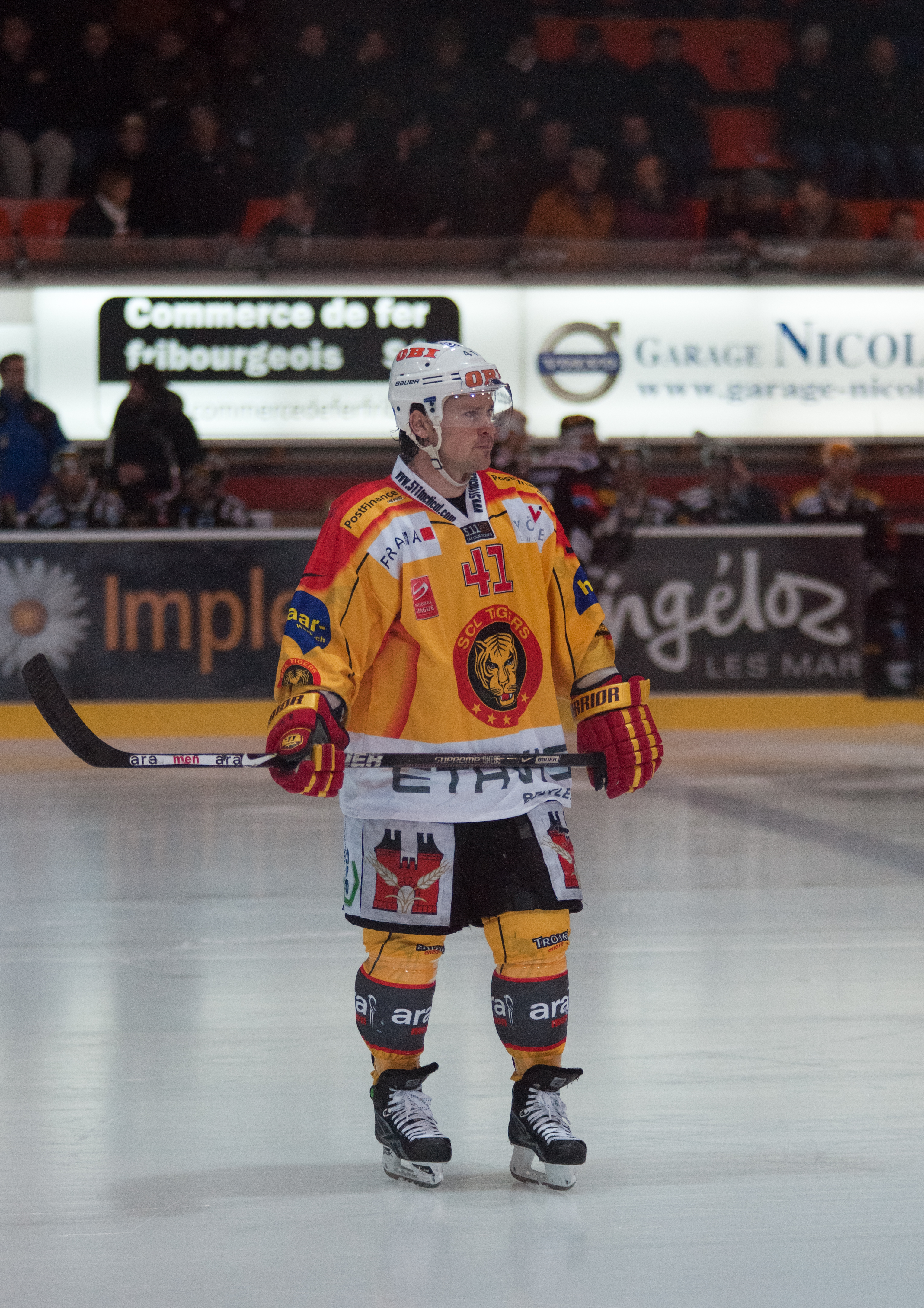
Curtis Murphy im Trikot der SCL Tigers (2010)

Murphy begann seine Karriere zur Saison 1993/94 bei den Nipawin Hawks in der Saskatchewan Junior Hockey League. Zur Saison 1994/95 wechselte der Verteidiger an der University of North Dakota in der Western Collegiate Hockey Association, einer Division der National Collegiate Athletic Association. Mit dem Team gewann er 1997 die nationale College-Meisterschaft.
Nach vier Jahren wechselte Murphy ungedraftet in den Profibereich zu den Orlando Solar Bears in die International Hockey League. In der Saison 2000/01 gewann er mit den Bears den Turner Cup als letztes Team, da die Liga nach Ende dieser Saison aufgelöst und mit der American Hockey League fusioniert wurde. Gleichzeitig wurden auch die Solar Bears aufgelöst. Von 2001 bis 2003 spielte er im Farmteam der Minnesota Wild, den Houston Aeros. In dieser Zeit absolvierte Curtis Murphy auch ein NHL-Spiel und gewann den Calder Cup mit den Aeros. Zur Saison 2003/04 wurde der Kanadier im Tausch für Chris Bala von den Minnesota Wild an die Nashville Predators abgegeben, wodurch er auch innerhalb der AHL zu den Milwaukee Admirals wechselte. Mit den Admirals gewann er erneut den Calder Cup und erhielt auch den Eddie Shore Award als bester Verteidiger der Liga zum zweiten Mal in Folge.
Da sein Vertrag nach nur einem Jahr auslief, wechselte Murphy im Sommer 2004 in die russische Superliga zu Lokomotive Jaroslawl. Aber auch bei Lokomotive Jaroslawl blieb er nur eine Spielzeit. Im Sommer 2005 kehrte Murphy wieder zu den Houston Aeros zurück. Nach zwei Jahren setzte Murphy seine Karriere in der Schweizer National League A bei den SCL Tigers fort. Ende Juni 2011 erhielt der Kanadier einen Kontrakt beim EHC Linz aus der österreichischen Eishockey-Liga, für den er bis 2015 spielte.

## Erfolge und Auszeichnungen
| - 1997 Broadmoor-Trophy-Gewinn mit der University of North Dakota - 1997 NCAA-Division-I-Championship mit der University of North Dakota - 1997 WCHA First All-Star Team - 1997 NCAA West Second All-American Team - 1998 WCHA First All-Star Team - 1998 WCHA Spieler des Jahres - 1998 NCAA West First All-American Team - 2001 Turner-Cup-Gewinn mit den Orlando Solar Bears - 2001 IHL First All-Star Team - 2002 Teilnahme am AHL All-Star Classic - 2003 Teilnahme am AHL All-Star Classic - 2003 Eddie Shore Award | - 2003 Calder-Cup-Gewinn mit den Houston Aeros - 2003 AHL First All-Star Team - 2004 Teilnahme am AHL All-Star Classic - 2004 Eddie Shore Award - 2004 Calder-Cup-Gewinn mit den Milwaukee Admirals - 2004 AHL First All-Star Team - 2006 Teilnahme am AHL All-Star Classic - 2006 AHL First All-Star Team - 2007 Teilnahme am AHL All-Star Classic - 2007 Spengler-Cup-Gewinn mit dem Team Kanada - 2012 Österreichischer Meister mit dem EHC Linz |

## Karrierestatistik
(Legende zur Spielerstatistik: Sp oder GP = absolvierte Spiele; T oder G = erzielte Tore; V oder A = erzielte Assists; Pkt oder Pts = erzielte Scorerpunkte; SM oder PIM = erhaltene Strafminuten; +/− = Plus/Minus-Bilanz; PP = erzielte Überzahltore; SH = erzielte Unterzahltore; GW = erzielte Siegtore; 1 Play-downs/Relegation; Kursiv: Statistik nicht vollständig); 1Playdowns